# Tadao Satō
Tadao Satō (dans l’ordre japonais Satō Tadao 佐藤 忠男) est un critique de cinéma japonais, né le 6 octobre 1930 à Niigata et mort le 17 mars 2022.

## Biographie
Satō Tadao est un autodidacte. Originaire du département de Niigata, il interrompt sa scolarité à la fin du lycée. Passionné de cinéma, il commence à publier au début des années 1950 dans la colonne « Contribution des lecteurs » de la revue Eiga hyōron (Critiques de films). En 1954, il publie un article sur le cinéma populaire qui retient l’attention, et en 1956, il publie son premier livre : une histoire du cinéma japonais.

Le succès de ce premier ouvrage lui ouvre les portes des principales revues de cinéma. Satō s’impose progressivement comme l’un des principaux critiques de sa génération. Extrêmement prolifique, il a publié plus d’une centaine d’ouvrages depuis les années 1960.
Son approche se caractérise par un mélange d’érudition historique et une capacité à bien faire comprendre à son lecteur les enjeux esthétiques des films. Spécialiste du cinéma japonais, il s’est aussi beaucoup intéressé au cinéma asiatique en général, ainsi qu’à d’autres formes artistiques comme les mangas ou le théâtre.

Il est depuis 1996 directeur de l’École de cinéma du Japon (Nihon eiga gakkō), devenue en 2011 l’Université du cinéma du Japon (Nihon eiga daigaku).
Sa grande histoire du cinéma japonais en quatre volumes (publiée au Japon en 1995), qui constitue le premier grand panorama de cette cinématographie, aussi bien sur le plan artistique qu'historique et sociologique, a été traduite en français et publiée en 1997 par les éditions du Centre Pompidou, à l'occasion d'une grande rétrospective conçue par Jean-Loup Passek. Selon celui-ci, Satō Tadao est « l'historien le mieux placé pour évoquer l'évolution du cinéma dans son pays et tout particulièrement pour tout ce qui concerne les périodes les moins balisées (les débuts du cinéma, le cinéma muet, la fondation des grandes sociétés, etc.) »
Tadao Satō meurt à l'âge de 91 ans, le 17 mars 2022, des suites d'un cancer,.

## Œuvres
En japonais :
- 日本の映画 (Le cinéma japonais), San.ichi shinsho, 1956
- 斬られ方の美学 (Esthétique de la coupure), Chikuma shobō, 1962
- テレビの思想 (La pensée de la télévision), San.ichi shobō, 1966
- 現代日本映画 (Le cinéma japonais contemporain), Hyōronsha, 1969
- 黒澤明の世界 (Le monde Kurosawa Akira), San.ichi shobō, 1969
- 日本映画思想史 (Histoire intellectuelle du cinéma japonais), San.ichi shobō, 1970
- 小津安二郎の芸術 (L’art de Ozu Yasujirô), Asahi shuppansha, 1971
- 日本の漫画 (Le manga au Japon), Hyōronsha, 1973
- 日本映画史 (Histoire du cinéma japonais), Iwanami Shoten, 1995 (3 volumes et un volume annexe)

En français :
- Le Cinéma japonais[4], trad. de Karine Chesneau, Rose-Marie Makino-Fayolle et Chiharu Tanaka, 2 vol., Éditions du Centre Georges Pompidou, coll. « Cinéma pluriel », 1997, 264 et 324 p.